# Acide azélaïque
L'acide azélaïque est un diacide carboxylique aliphatique. C'est un anti-acnéique et un kératolytique.